# Prefectura del pretorio (Imperio romano)
La prefectura del pretorio o prefectura pretoriana (En latín: praefectura praetorio; en griego, con diversos nombres ἐπαρχότης τῶν πραιτωρίων o ὑπαρχία τῶν πραιτωρίων) era la mayor división administrativa del Imperio romano tardío, por encima de las diócesis de nivel medio y las provincias de nivel bajo. Las prefecturas pretorianas se originaron en el reinado de Constantino I (r. 306-337), alcanzando su forma más o menos definitiva en el último tercio del siglo IV y sobreviviendo hasta el siglo VII, cuando las reformas de Heraclio disminuyeron el poder de la prefectura y las conquistas musulmanas obligaron al Imperio romano de Oriente a adoptar el nuevo sistema de themas. Sin embargo, se ha documentado que elementos del aparato administrativo de la prefectura sobrevivieron en el Imperio bizantino hasta la primera mitad del siglo IX.

## Historia

Mapa del Imperio romano bajo la Tetrarquía, mostrando las diócesis y las cuatro zonas de control de los tetrárcas.

El cargo de prefecto del pretorio tenía una larga historia que se remontaba a los orígenes del Imperio romano: al principio, sus dos titulares eran los comandantes de la Guardia Pretoriana, pero poco a poco se convirtieron en los principales ayudantes del emperador y acumularon considerables responsabilidades administrativas y judiciales. El proceso exacto de transformación en el administrador civil principal de una circunscripción territorial específica aún no está claro. Un error común, basado en Zósimo, es que Constantino I estableció las prefecturas pretorianas como administraciones territoriales definitivas ya en el año 318, o en el 324, después de su victoria sobre Licinio.
Durante la Tetrarquía, cuando se multiplicó el número de titulares del cargo imperial (dos emperadores mayores, los Augusti, y dos colegas menores, los Caesares), hay pruebas de la existencia de solo dos prefectos en cada momento, presumiblemente asignados a cada uno de los Augusti. En esa etapa, el poder del prefecto era todavía inmenso. En palabras de A.H.M. Jones, era "una especie de gran visir, el segundo al mando del emperador, que ejercía una amplia autoridad en casi todas las esferas del gobierno, militar y judicial, financiera y de administración general. Era el jefe de estado mayor del emperador, ayudante general e intendente general...". Tras la abdicación de Diocleciano en 305, estalló la guerra civil entre los distintos coemperadores, durante la cual cada uno de los contendientes nombró su propio prefecto, patrón que se mantuvo durante el período en que el Imperio se repartió entre Licinio y Constantino I. En 317 se añadió un tercer prefecto en la Galia para el hijo de Constantino, Crispo. Después de su ejecución en 326 este prefecto fue retenido. A partir del año 317 nunca hubo menos de tres, y durante los años 347-61, 74-79 y 88-91, cuatro, con la adición de la prefectura de Ilírico, aunque en los dos últimos años solo comprendía las diócesis de Dacia y Macedonia, que sería el territorio permanente a partir de entonces tras la restauración en el año 395.
Tras la victoria de Constantino sobre Licinio y la unificación del Imperio bajo su gobierno, la administración se transformó. Los deberes militares del prefecto fueron eliminados con la creación de las oficinas puramente militares del magister peditum y magister equitum ("Maestro del pie/caballo"), y el establecimiento del magister officiorum como la cabeza de la burocracia palatina y del servicio civil en general proporcionó un contrapeso al poder del prefecto. Estas reformas fueron el resultado tanto de la falta de funcionarios adecuados para las amplias tareas del prefecto como del deseo de reducir el posible desafío a la autoridad del emperador que planteaba el superpoderoso prefecto. Por consiguiente, el cargo de prefecto se convirtió en un cargo administrativo puramente civil, aunque conservando la posición más alta en la jerarquía imperial, inmediatamente inferior al propio emperador. Otra importante desviación de la práctica tetrarca fue el aumento del número de titulares: se atestigua la existencia de no menos de cinco prefectos por unos 20 años. 332. Esta evolución está probablemente relacionada con el hecho de que Constantino diera a sus cuatro hijos territorios específicos para administrar, previendo una división de la autoridad imperial entre ellos después de su muerte. En esto se pueden detectar los orígenes de las últimas prefecturas territoriales.

Las cuatro prefecturas del Imperio alrededor del año 400 tal como aparecen en la Notitia dignitatum

Después de la muerte de Constantino en 337, sus tres hijos sobrevivientes dividieron el Imperio entre ellos. Como cada nuevo Augusto tenía su propio prefecto pretoriano, esta división creó la primera de las que gradualmente se convertirían en las prefecturas pretorianas permanentes: la prefectura occidental de Galia (diócesis de las Galias, Viennensis, Hispania y Britania), la prefectura central de Italia, Ilírico y África (diócesis de Italia, África, Panonia, Dacia y Macedonia) y la prefectura de Oriente (diócesis de Tracia, Asia, Ponto, Oriente). Egipto formó parte de la diócesis de Oriente hasta el año 370 o 381. Con la creación de la prefectura separada de Iliria (diócesis de Panonia, Dacia y Macedonia) en 347 hasta 361, y a pesar de la abolición ocasional de esta última, el cuadro que aparece en el Notitia dignitatum ("lista de dignidades") de principios del siglo V estaba completo. El único cambio importante fue la supresión de la diócesis de Panonia (rebautizada como "Diócesis de Iliria") de la prefectura de Iliria y su incorporación a la prefectura de Italia en el año 379. En la práctica, la diócesis de Italia se dividió en dos: la de Italia Anonaria en el norte y la de Italia Suburbicaria ("bajo la ciudad") en el sur, que incluía Sicilia, Córcega y Cerdeña. No se nombraron vicarios en las diócesis de las Galias y Dacia, porque los prefectos pretorianos de Galia e Ilírico eran residentes. Cuando el prefecto de Italia estaba en Milán, se nombró un vicario para Ilírico para que residiera en Sirmium; cuando el prefecto residía en Sirmium, el cargo se anuló y se nombró un vicario para que residiera en Milán en lugar del prefecto.
En el curso del siglo V, el Imperio Occidental fue invadido por las invasiones de las tribus germánicas. Sin embargo, la prefectura de Italia fue retenida por el nuevo reino ostrogodo, que todavía era parte de iure del Imperio, y el rey ostrogodo Teodorico el Grande incluso restableció la prefectura de la Galia en la pequeña porción de la Galia que conquistó en el 510. Después de la reconquista del Norte de África por el Imperio Oriental durante la Guerra Vándala de 533-534, las nuevas provincias fueron agrupadas por el emperador Justiniano I  en una nueva prefectura del pretorio de África, que más tarde se transformaría en el Exarcado de África. La prefectura del pretorio de Italia también fue restablecida después del final de la Guerra Gótica, antes de que también se convirtiera en un exarcado. En el Oriente, las prefecturas seguirían funcionando hasta mediados del siglo VII, cuando la pérdida de la mayoría de las provincias orientales a causa de la conquista musulmana y de los Balcanes a manos de las tribus eslavas condujo a la creación del sistema de themas. Sin embargo, mientras tanto, las reformas realizadas bajo el mandato de Heraclio habían despojado al prefecto de varias de sus oficinas financieras subordinadas, que se establecieron como departamentos independientes bajo las logotetas. La última vez que el prefecto del Este es atestiguado directamente viene de una ley de 629. Sin embargo, según algunos estudiosos, los rastros del sistema sobrevivieron hasta principios del siglo IX: Ernst Stein demostró que algunos aspectos de la prefectura de Iliria sobrevivieron en la administración de Tesalónica, mientras que John Haldon, basándose en pruebas sigilográficas y referencias en la Taktika bizantina, ha documentado la supervivencia de la anterior administración civil provincial dentro del sistema de themas, con el prefecto en Constantinopla posiblemente en calidad de supervisor, hasta la década de 840.

## Autoridad y poderes del prefecto

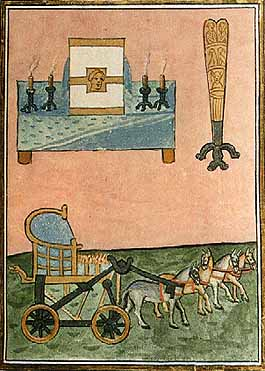
La insignia del prefecto del pretorio de Iliria, tal como aparece en el Notitia Dignitatum: el tintero de marfil y el estuche de la pluma (theca), el codicilo de nombramiento a la oficina en una mesa azul cubierta de tela, y el carruaje del estado.

Originalmente, los prefectos pretorianos eran de la clase ecuestre. Las reformas de Constantino implicaron la reserva de este cargo para los miembros de la clase senatorial, y su prestigio y autoridad se elevaron al más alto nivel, por lo que los escritores contemporáneos se refieren a él como el "cargo supremo". En el Imperio dividido, los dos prefectos superiores eran los del Este y los de Italia, que residían en las cortes de los dos emperadores y actuaban efectivamente como sus primeros ministros, mientras que los prefectos de Ilírico y Galia ocupaban un cargo más subalterno.
Los prefectos tenían un amplio control sobre la mayoría de los aspectos de la maquinaria administrativa de sus provincias, y sólo el magister officiorum rivalizaba con ellos en el poder. Los prefectos cumplían las funciones de supremo funcionario administrativo y jurídico, ya presente desde la época de Septimio Severo, y la de principal funcionario financiero, responsable del presupuesto del Estado. En su calidad de jueces, tenían derecho a dictar sentencia en lugar del emperador (vice sacra) y, a diferencia de los gobernadores inferiores, su decisión era inapelable.
Sus departamentos se dividían en dos grandes categorías: el schola excerptorum, que supervisaba los asuntos administrativos y judiciales, y el scriniarii, que supervisaba el sector financiero.